# Carlo Rota

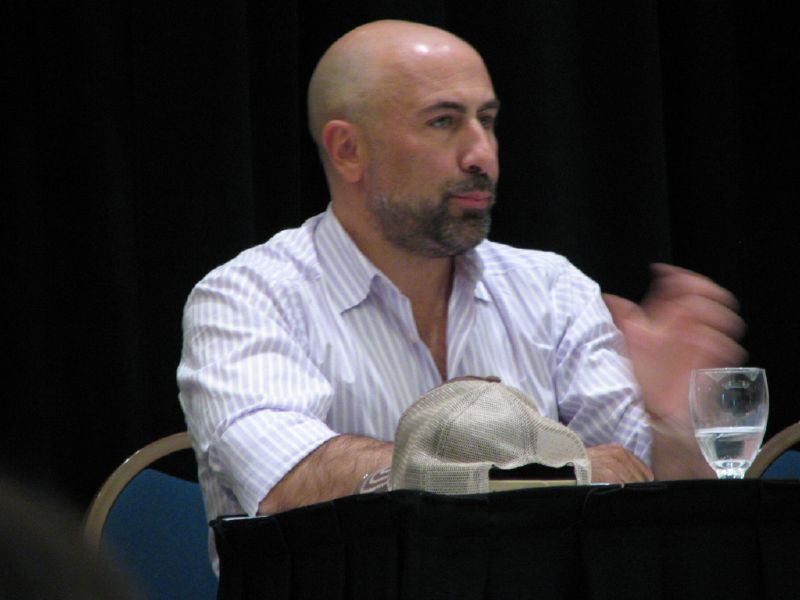
Carlo Rota

Carlo Rota (* 17. April 1961 in London, England) ist ein britisch-kanadischer Schauspieler italienischer Abstammung.

## Leben und Leistungen
Carlo Rota wurde im Londoner Stadtteil Soho geboren. Er hat einen Bruder namens Marco und zwei Schwestern. Der Vater, Dante Rota, stammt aus dem Piemont und die Mutter, Rina, aus Sardinien. Der inzwischen pensionierte Vater war ein bekannter Küchenchef, und die Mutter arbeitete als Näherin und Köchin. Carlo Rota erlernte die englische und italienische Sprache und wuchs in Europa, Asien und der Karibik auf. Carlo Rota arbeitete in New York in Joe Allens Restaurant Orso und wurde zum besten Maître d'hôtel des Jahres 1987 gewählt. Er übersiedelte ebenfalls nach Kanada, um im Restaurantbetrieb der Eltern mitzuarbeiten.
In den frühen 1990ern, im Alter von 29 Jahren, wandte sich Rota einer anderen Profession zu und nahm Schauspielunterricht. In Toronto spielte er Theater. Rotas erste und zugleich größere Filmrolle war im mit Preisen ausgezeichneten Filmdrama Der Holzschuhbaum (1978) von Regisseur Ermanno Olmi. Kleinere Nebenrollen verkörperte Rota unter anderem in den Filmen Maximum Risk (1996), The Last Witness – Nur tote Zeugen schweigen (1999) mit Natasha Henstridge, Der blutige Pfad Gottes (1999), dem Weltraumabenteuer Mission to Mars (2000) unter der Regie von Brian De Palma und in Wenn Mutterliebe zur Hölle wird (2000). In einem größeren Auftritt stellte er einen nervigen Flugpassagier in Flug 534 – Tod über den Wolken (2001) mit Eric Roberts dar.
Rota war Gastgeber bei The Great Canadian Food Show im englischen Fernsehsender CBC Television, der zur staatlichen Rundfunkgesellschaft CBC/Radio-Canada gehört. Rota reiste in den 65 Folgen der fünf Staffeln durch Kanada um die vielfältigen Gaumenfreuden des Landes zu zeigen. Sein kulinarischer Journalismus wurde 2001 durch eine Nominierung für den James Beard Award gewürdigt. Er wurde im Jahr 2001 auch als bester Gastgeber für The Great Canadian Food Show bei den Gemini Awards nominiert.
Als vielschichtiger Mick Schtoppel war Rota öfters Gaststar in der dramatischen Agentenserie Nikita (1997–2001) mit Peta Wilson und Roy Dupuis. Er war in verschiedenen Fernsehserien zu sehen, etwa in einigen Folgen von Traders (1998), wo er regelmäßige Auftritte hatte, in Relic Hunter (2001) und Queer as Folk (2003, 2004). Er übersiedelte nach Los Angeles und spielt in der Actionserie 24 den CTU-Agenten Morris O'Brian, der in der fünften, sechsten und siebten Staffel (2006 und 2008) dieser Echtzeitserie auftritt. 2009 spielte Rota schließlich die Rolle des Terroristen Kalil Abramson in der amerikanischen Fernsehserie Navy CIS: L.A..
2013 spielte er den Antagonisten Majid Sadiq in Tom Clancy’s Splinter Cell: Blacklist, einem Videospiel vom Publisher Ubisoft Montreal.

## Filmografie (Auswahl)
- 1993: Matrix (Fernsehserie, Folge 1x11)
- 1993: 32 Variationen über Glenn Gould (Thirty Two Short Films About Glenn Gould)
- 1994: Tek War – Krieger der Zukunft (TekWar, Fernsehserie, Folge 1x03 Excalibur – Schwert der Macht)
- 1995: Liebe bis in den Tod (Friends at Last, Fernsehfilm)
- 1995: Der Tod hinter der Maske (Down Came a Blackbird, Fernsehfilm)
- 1995: Kuss des Todes (First Degree)
- 1996: Maximum Risk
- 1996: Joe’s Wedding
- 1996–1998: Traders (Fernsehserie, 9 Folgen)
- 1997: The Wrong Guy
- 1999: Der blutige Pfad Gottes (The Boondock Saints)
- 1999: PSI Factor – Es geschieht jeden Tag (PSI Factor – Chronicles of the Paranormal, Fernsehserie, Folge 4x03)
- 1999: The Last Witness – Nur tote Zeugen schweigen (Caracara, Fernsehfilm)
- 2000: Tausche Hollywood gegen Liebe (Catch a Falling Star, Fernsehfilm)
- 2000: Mission to Mars
- 2000: Wenn Mutterliebe zur Hölle wird (Trapped in a Purple Haze, Fernsehfilm)
- 2000: Das Megaplex-Phantom (Phantom of the Megaplex, Fernsehfilm)
- 2001: A Colder Kind of Death (Fernsehfilm)
- 1997–2001: Nikita (La Femme Nikita, Fernsehserie, 15 Folgen)
- 2000–2001: Relic Hunter – Die Schatzjägerin (Relic Hunter, Fernsehserie, 3 Folgen, verschiedene Rollen)
- 2001: Flug 534 – Tod über den Wolken (Rough Air: Danger on Flight 534, Fernsehfilm)
- 2002: Global Heresy
- 2002–2004: Queer as Folk (Fernsehserie, 9 Folgen)
- 2003: Das Johannes-Evangelium (The Gospel of John)
- 2005: Wedding Bells (Cake)
- 2006–2009: 24 (Fernsehserie, 29 Folgen)
- 2007–2011: Unsere kleine Moschee (Little Mosque on the Prairie, Fernsehserie, 69 Folgen)
- 2008: Saw V
- 2009: Stargate Universe (Fernsehserie, 2 Folgen)
- 2010: Castle (Fernsehserie, Folge 2x11 Die fünfte Kugel)
- 2010: Navy CIS: L.A. (NCIS: Los Angeles, Fernsehserie, Folge 1x21)
- 2011: Human Target (Fernsehserie, Folge 2x09)
- 2011: Breaking Bad (Fernsehserie, Folge 4x10)
- 2011: Bones (Fernsehserie, Folge 6x19)
- 2011: The Mentalist (Fernsehserie, Folge 4x06)
- 2011: Sanctuary – Wächter der Kreaturen (Sanctuary, Fernsehserie, 3 Folgen)
- 2012: Nikita (Fernsehserie, Folge 2x20)
- 2012: Die Tore der Welt (World Without End, Miniserie, 4 Folgen)
- 2014: Grimm (Fernsehserie, Folge 3x16)
- 2014: Brick Mansions
- 2014–2015: Jane the Virgin (Fernsehserie, 3 Folgen)
- 2017–2018: Lethal Weapon (Fernsehserie, 2 Folgen)
- 2017–2018: Ransom (Fernsehserie, 3 Folgen)
- 2018: Spinning Man – Im Dunkel deiner Seele (Spinning Man)
- 2021: Trigger Point
- 2023: True Lies (Fernsehserie, Folge 1x01)
- 2023: High Desert (Fernsehserie, 5 Folgen)
- 2024: FBI: Most Wanted (Fernsehserie, Folge 5x04)
- 2024–2025: General Hospital (Fernsehserie, 39 Folgen)
- 2025: The Rookie (Fernsehserie, Folge 7x06)

## Videospiele
- 2013: Tom Clancy’s Splinter Cell: Black List (Majid Sadiq Synchronisation)
- 2020: Mafia: Definitive Edition (Zusätzliche Stimme, Synchronisation)
- 2020: Assassin’s Creed: Valhalla (Basim / Loki Synchronisation)
- 2021: Discovery Tour: Viking Age (Basim Synchronisation)